# Łozowa (przystanek kolejowy w obwodzie chmielnickim)
Łozowa (ukr. Лозова) – przystanek kolejowy w pobliżu miejscowości Łozowa, w rejonie chmielnickim, w obwodzie chmielnickim, na Ukrainie. Położony jest na linii Odessa – Lwów.